# 普斯陶米什凯
普斯陶米什凯，是匈牙利维斯普雷姆州所辖的一个村，总面积17.82平方公里，总人口410，人口密度23.0人/平方公里（2010年1月1日）。